# Bernard Tissier de Mallerais
Bernard Tissier de Mallerais, född 14 september 1945 i Sallanches, Haute-Savoie, död 8 oktober 2024 i Sion, Valais, var en fransk teolog och biskop inom romersk-katolsk traditionalism och Prästbrödraskapet S:t Pius X. I och med sin biskopsvigning av ärkebiskop Marcel Lefebvre den 30 juni 1988, som inte hade sanktionerats av Vatikanen, ådrog han sig exkommunikation latae sententiae. Exkommunikationen upphävdes av påve Benedictus XVI den 21 januari 2009.